# Le Labyrinthe infernal
Le Labyrinthe infernal, neuvième volume des Aventures extraordinaires d'Adèle Blanc-Sec, est une bande dessinée de Jacques Tardi parue en 2007 chez Casterman après avoir été prépubliée dans l'hebdomadaire culturel Télérama. Elle fait suite au Mystère des profondeurs et marque le retour de la série après neuf ans d'absence.

## Résumé
Paris, octobre 1923. Au petit matin, dans le quartier Saint-Lazare, on découvre une main humaine dans une poubelle. Le même jour, alors qu'elle vient de rendre visite à sa sœur en banlieue, Adèle Blanc-Sec échappe de peu à une tentative d'assassinat. Un peu plus tard, une limousine se présente devant l'inquiétante usine du docteur Chou, pour une bien mystérieuse visite. C'est sur ces entrefaites que l'on retrouve plusieurs vieilles connaissances : Lucien Brindavoine, enrhumé jusqu'aux yeux, son comparse Charles Chalazion grimé en clochard et Léon Dandelet, dit "le dentiste". Cette main proviendrait-elle des expériences du docteur Chou ? Adèle découvre que le docteur fou fait des expériences de clonage sur les parisiens au cœur même de leur ville.

## Commentaires
Comme tous les autres albums de la série (à l'exception de Momies en folie et du Secret de la salamandre), il s'achève en annonçant l'album suivant : Le Bébé des Buttes-Chaumont.